# 锺万登
钟万登（1926年—），男，四川资中人，中国惯性技术专家，曾任航天工业部067基地7171厂厂长、科学技术委员会主任。